# 弗雷奈
弗雷奈（法語：Fresnay，法語發音：[fʁɛnɛ]）是法国奥布省的一个市镇，属于奥布河畔巴尔区。

## 地理
弗雷奈（48°18'52"N, 4°45'4"E）面积7.54 平方千米，位于法国大東部大區奥布省，该省份为法国中北部省份，北起马恩省，西接塞纳-马恩省，西南至约讷省，东南至科多尔省，东临上马恩省。
与弗雷奈接壤的市镇（或旧市镇、城区）包括：阿朗蒂耶尔、昂让特、莱维尼、迈松莱苏莱讷、蒂勒、托尔、维尔叙泰尔。

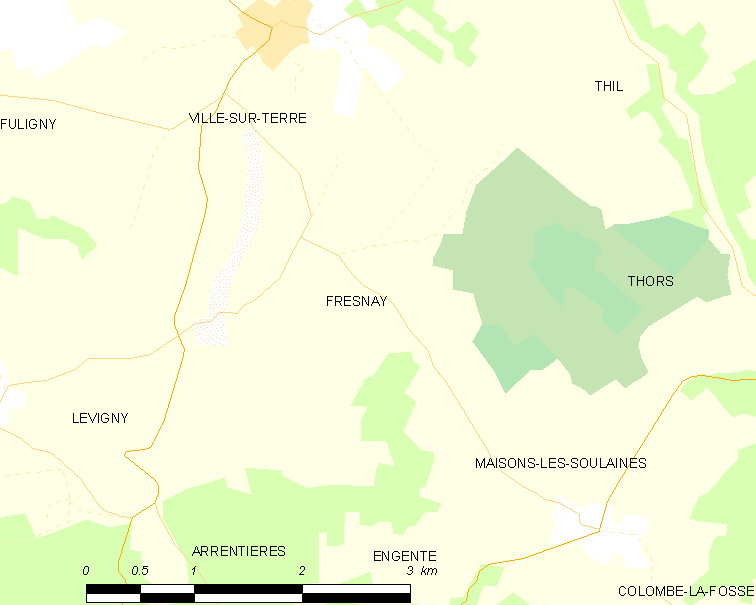
弗雷奈的OSM定位图

弗雷奈的时区为UTC+01:00、UTC+02:00（夏令时）。

## 行政
弗雷奈的邮政编码为10200，INSEE市镇编码为10161。

## 政治
弗雷奈所属的省级选区为奥布河畔巴尔县。

## 人口

1962-2008年间弗雷奈人口变化图示

弗雷奈于2022年1月1日时的人口数量为50人。